# Herbert Sander
Herbert Stanley Sander (født 21. august 1879 på Frederiksberg, død 18. november 1947 i København) var dansk oberst og fægter.
Han vandt danmarksmesterskabet i fleuretfægtning i 1907–09, 1911, 1912 og 1914 og i kårdefægtning 1907, 1908 og 1911–13.
Han deltog i fægtning ved de olympiske mellemlege 1906 i Athen og ved OL 1908 i London.
Han var medlem af Danmarks Olympiske Komité i perioden 1918-1937. Han var formand for Danmarks Idræts-Forbund fra 1941 til 1947 og udarbejdede første del af Dansk Idræt gennem 50 Aar, et jubilæumsskrift udgivet i forbindelse med DIF's 50 års-jubilæum i 1946.
Han var medlem af bestyrelsen for Dansk Fægteforbund i perioden 1907–1921 - de sidste fire år som formand.
Han var også aktiv i Dansk Militært Idrætsforbund.
Herbert Sander var i sine sidste leveår bosiddende i Strandgade 6 på Christianshavn, Han døde i 1947, 68 år gammel, af en hjerneblødning og ligger begravet på Vestre Kirkegård.